# Tomás Parmo
Tomás Parmo (Ciudad de Buenos Aires, 8 de enero de 2008) es un futbolista argentino. Juega de volante ofensivo en el Club Atlético Independiente de la Primera División de Argentina.

## Trayectoria
Parmo dio sus primeros pasos en el Club Cultural de Sarandí a muy temprana edad. Con tan solo 8 años ficho por Independiente para jugar en las infantiles del Club. Volante ofensivo de gran técnica, destacó a gran nivel, convirtiéndose en una de las promesas con más futuro del Rojo.
Con 16 años, tres meses y 25 días, tuvo su estreno oficial ingresando unos minutos frente a Club Atlético Juventud Unida Universitario por Copa Argentina. Se convirtió en el segundo jugador más joven en debutar en Independiente, solo por detrás de Sergio Agüero.

## Selección nacional
Representó a la selección argentina en las categorías sub-15 y sub-17.

## Estadísticas

#### Clubes
Actualizado al último partido disputado el 18 de agosto de 2024.
| Club                          | Div.          | Temporada     | Liga  | Liga  | Liga   | Copas nacionales | Copas nacionales | Copas nacionales | Copas internacionales | Copas internacionales | Copas internacionales | Total | Total | Total  |
| Club                          | Div.          | Temporada     | Part. | Goles | Asist. | Part.            | Goles            | Asist.           | Part.                 | Goles                 | Asist.                | Part. | Goles | Asist. |
| ----------------------------- | ------------- | ------------- | ----- | ----- | ------ | ---------------- | ---------------- | ---------------- | --------------------- | --------------------- | --------------------- | ----- | ----- | ------ |
| C. A. Independiente Argentina | 1.ª           | 2024          | 0     | 0     | 0      | 1                | 0                | 0                | -                     | -                     | -                     | 1     | 0     | 0      |
| C. A. Independiente Argentina | Total club    | Total club    | 0     | 0     | 0      | 1                | 0                | 0                | 0                     | 0                     | 0                     | 1     | 0     | 0      |
| Total carrera                 | Total carrera | Total carrera | 0     | 0     | 0      | 1                | 0                | 0                | 0                     | 0                     | 0                     | 1     | 0     | 0      |